# Blai Bellver i Tomàs
Blai Bellver i Tomàs (Xàtiva, 1818- Xàtiva, 1884) Tipògraf i escriptor satíric valencià.
De filiació política liberal, col·laborà en diversos periòdics d'aquest caràcter, especialment en La Federación (1870), on signava amb el pseudònim d'El Músic Major. Publicà opuscles de poemes humorístics, sovint destinats a ésser difosos en festes populars. La seva obra més important és La creu del matrimoni (1886), narració fantàstica, en prosa i en vers, de to sarcàstic i a estones obscè, que fou objecte de condemna i persecució per l'arquebisbe de València. Escriví també en castellà.
Als tretze anys entrà com a aprenent a València a la impremta de Caterina Rius, vídua de Manuel Monfort, de la il·lustre família d'impressors. El 1836 tornà a Xàtiva i muntà un petit obrador on el 1840 estampà el seu primer opuscle.
El seu prestigi editorial anà vinculat sobretot a l'elaboració d'uns cartipassos per a la instrucció cal·ligràfica dels escolars, intitulats quaderns d'instrucción pública. S'especialitzà en edicions relacionades amb l'ensenyament, per la problemàtica del qual sentí un viu interés, així com catecismes religiosos, cromos, plecs de soldats, calcomanies i estampes. També tingueren gran difusió els col·loquis, les auques i els fulls solts.
Amb una altra ambició, tragué a la llum periòdics, com La Fortuna (1844), El Setabense (1848) i La Correspondencia del Júcar (1870), i alguns llibres com Xàtiva. Memorias, recuerdos y tradiciones de esta antigua ciudad (1857), de Vicent Boix. Aquesta activitat li valgué elogis i premis, com el que li concedí pel seu afany innovador la Societat Econòmica d'Amics del País de València, i distincions, com la de ser nomenat impressor de cambra del rei d'Espanya.